# セント・ジェームズ・パーク (ニューカッスル・アポン・タイン)
セント・ジェームズ・パーク (St James' Park) は、イングランド・タイン・アンド・ウィアのニューカッスル・アポン・タインにあるサッカー専用スタジアム。ニューカッスル・ユナイテッドFCのホームスタジアムとなっている。

## 概要
1880年よりサッカーの試合会場として使用され、スタジアムとして整備された1892年以降はニューカッスル・ユナイテッドFCの本拠地として使用されている。その歴史を通じて、地元住民と地元施政者との間で増築に関しての衝突が起こっている。そのため、1960年代後半には少なくとも2度の移転計画が持ち上がり、1995年には近隣のLeazes Parkへの移転が計画された。2011年11月9日、命名権取得による宣伝効果をアピールするために、マイク・アシュリーオーナーが経営するスポーツ用品チェーンの名前を用いたスポーツ・ダイレクト・アリーナに試験的に商標変更された。2012年10月9日、ローン業者のウォンガ(Wonga)がニューカッスルのメインスポンサーとなり、スタジアムの命名権を取得したが、ウォンガはセント・ジェームズ・パークというかつての名称に戻す決定を下した。
ニューカッスル・Uの本拠地としての使用以外にも、UEFA欧州選手権1996やロンドンオリンピックなどサッカーの代表戦の試合に使用されるほか、2015年ラグビーワールドカップなどラグビーの試合会場としても使用される。サッカーのチャリティマッチ、コンサート、映画やテレビドラマにおけるスタジアムの撮影地として使用されることもある。

## 開催された主な試合

### サッカー
- UEFA EURO 1996

| 日付          | ホームチーム | 結果 | アウェーチーム | ラウンド  |
| ------------- | ------------ | ---- | -------------- | --------- |
| 1996年6月10日 | ルーマニア   | 0–1  | フランス       | グループB |
| 1996年6月13日 | ブルガリア   | 1–0  | ルーマニア     | グループB |
| 1996年6月18日 | フランス     | 3–1  | ブルガリア     | グループB |

- 2012年ロンドンオリンピック

| 日付          | ホームチーム | 結果 | アウェーチーム   | ラウンド  |
| ------------- | ------------ | ---- | ---------------- | --------- |
| 2012年7月26日 | メキシコ     | 0-0  | 韓国             | グループB |
| 2012年7月26日 | ガボン       | 1-1  | スイス           | グループB |
| 2012年8月1日  | ブラジル     | 3-0  | ニュージーランド | グループC |
| 2012年7月29日 | スペイン     | 0-1  | ホンジュラス     | グループD |
| 2012年7月29日 | 日本         | 1-0  | モロッコ         | グループD |
| 2012年8月4日  | ブラジル     | 3-2  | ホンジュラス     | 準々決勝  |

### ラグビー
- ラグビーワールドカップ2015

| 日付           | ホームチーム     | 結果  | アウェーチーム | ラウンド |
| -------------- | ---------------- | ----- | -------------- | -------- |
| 2015年10月3日  | 南アフリカ共和国 | 34-16 | スコットランド | プールB  |
| 2015年10月9日  | ニュージーランド | 47-9  | トンガ         | プールC  |
| 2015年10月10日 | サモア           | 33-36 | スコットランド | プールB  |

## ギャラリー

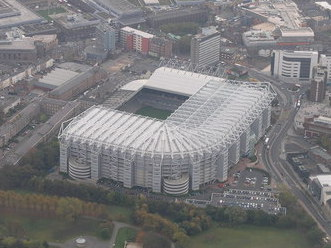
スタジアムの空撮
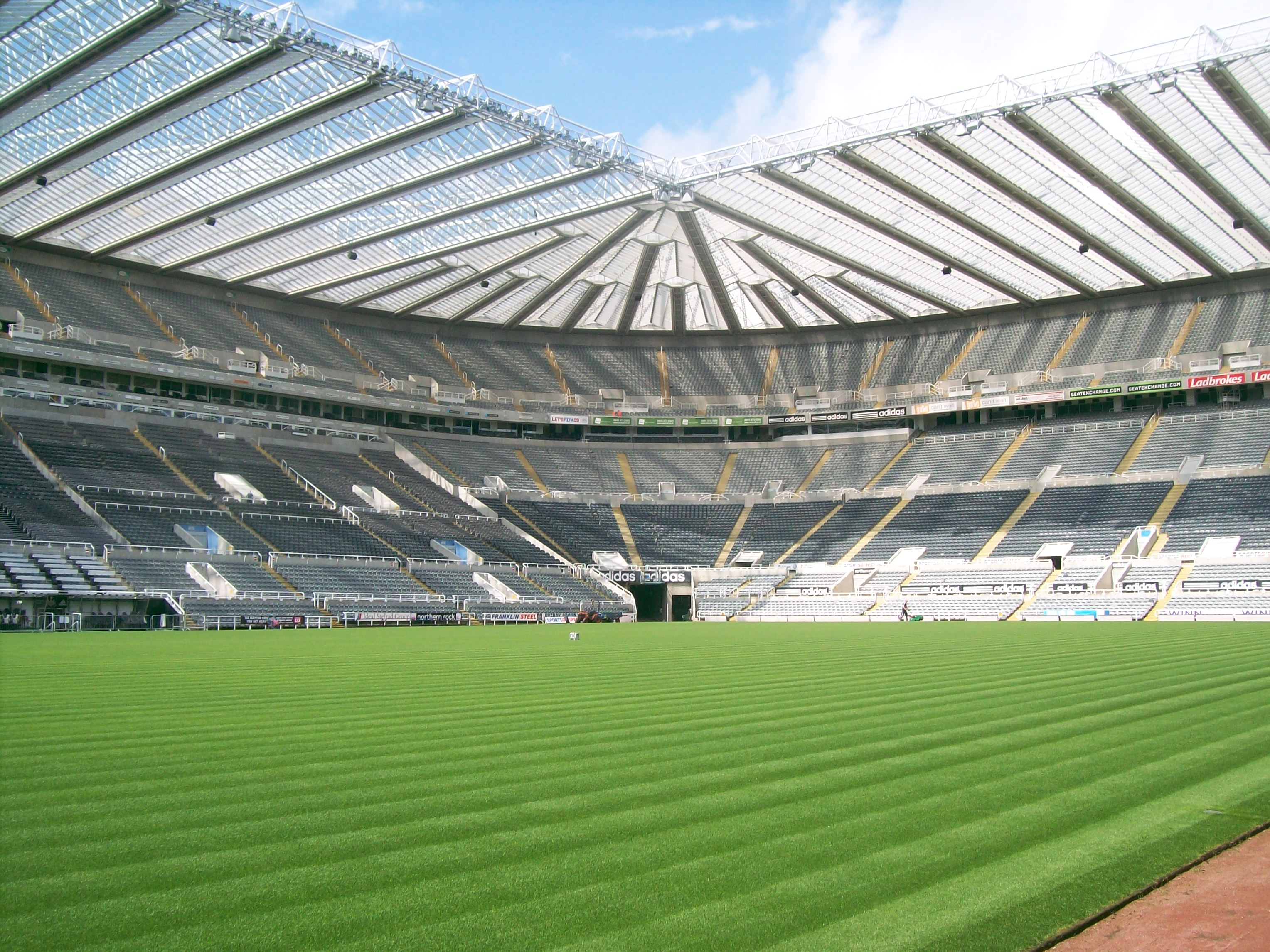
内観1
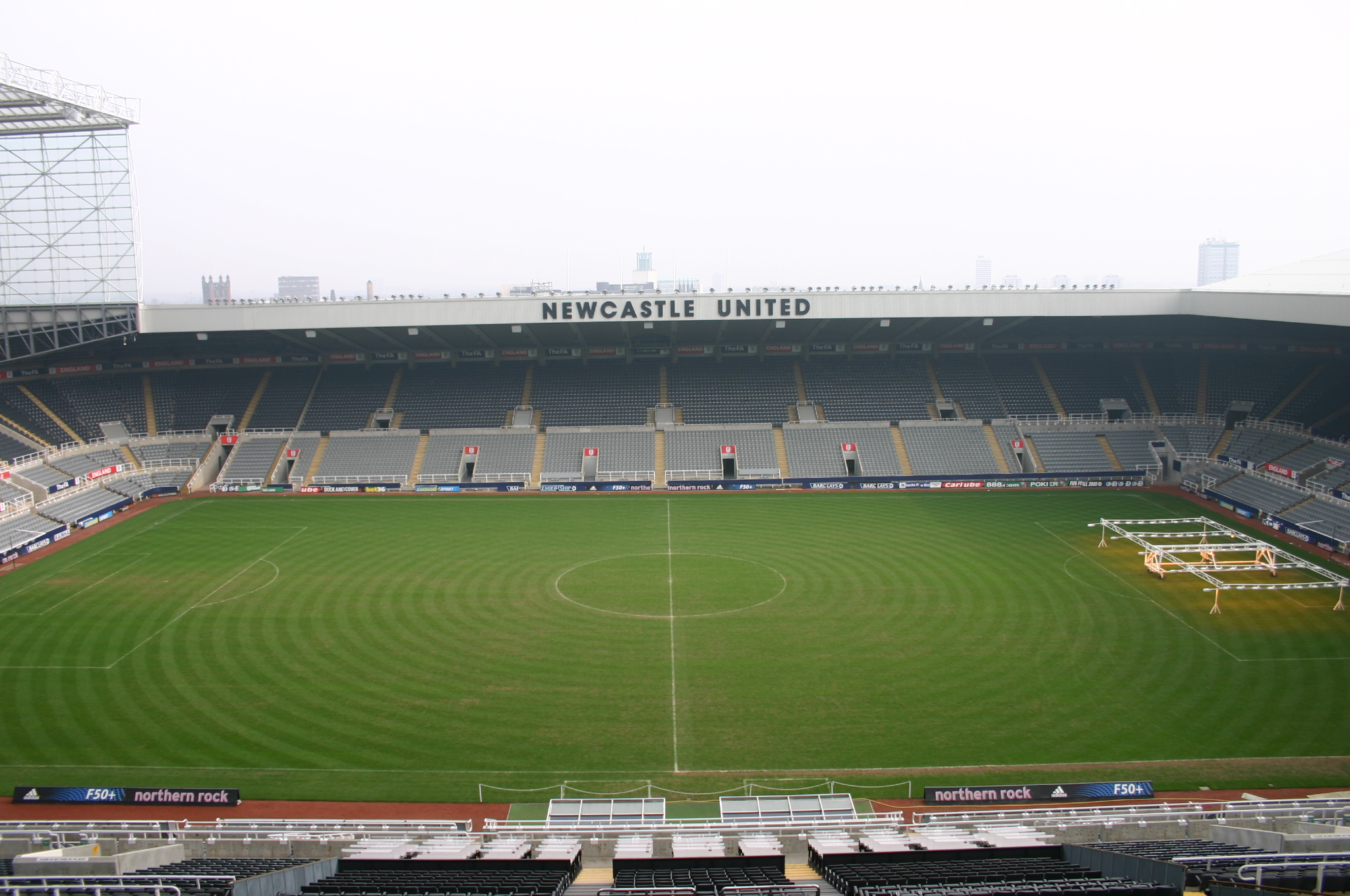
内観2
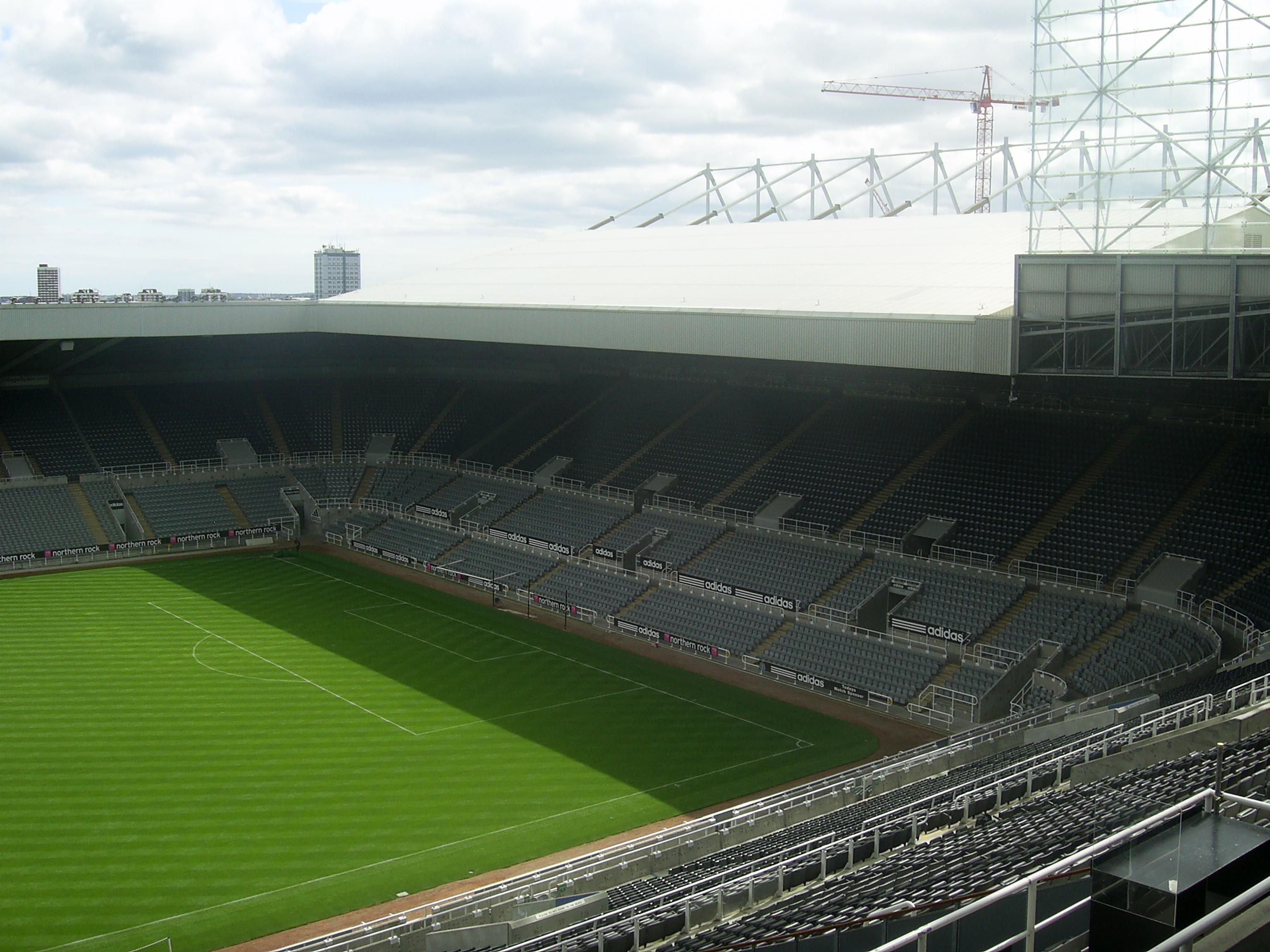
内観3
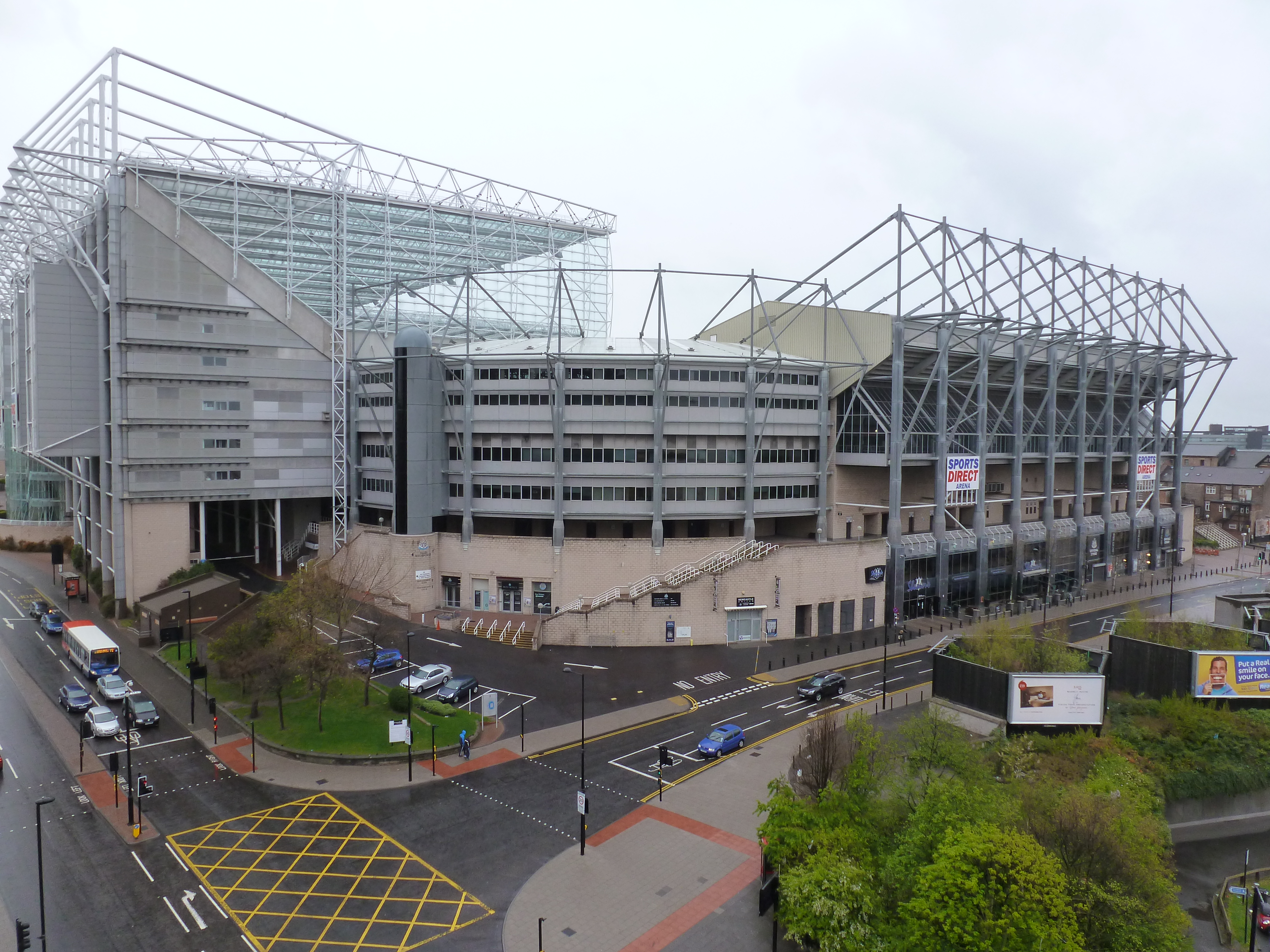
外観1
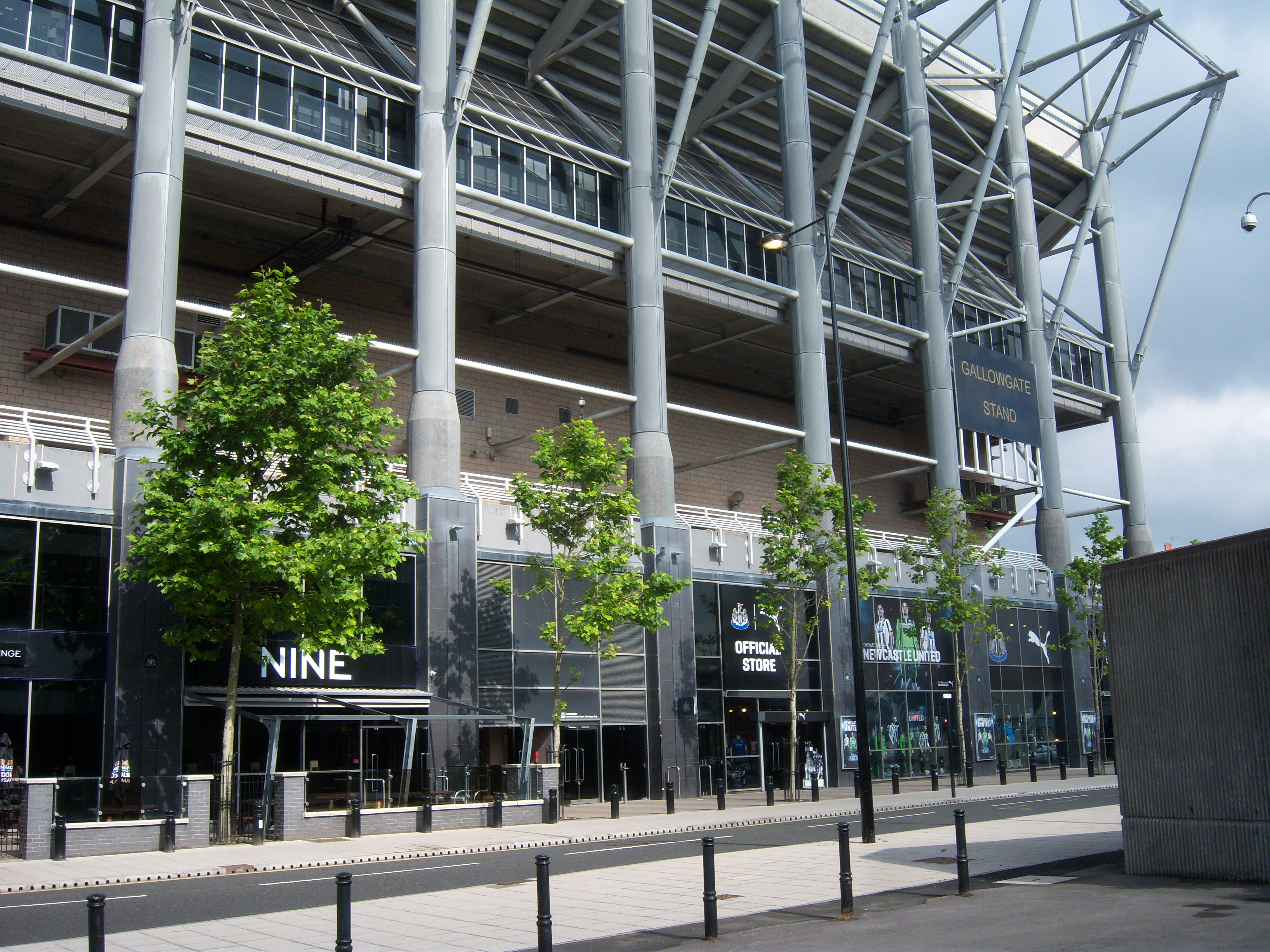
外観2
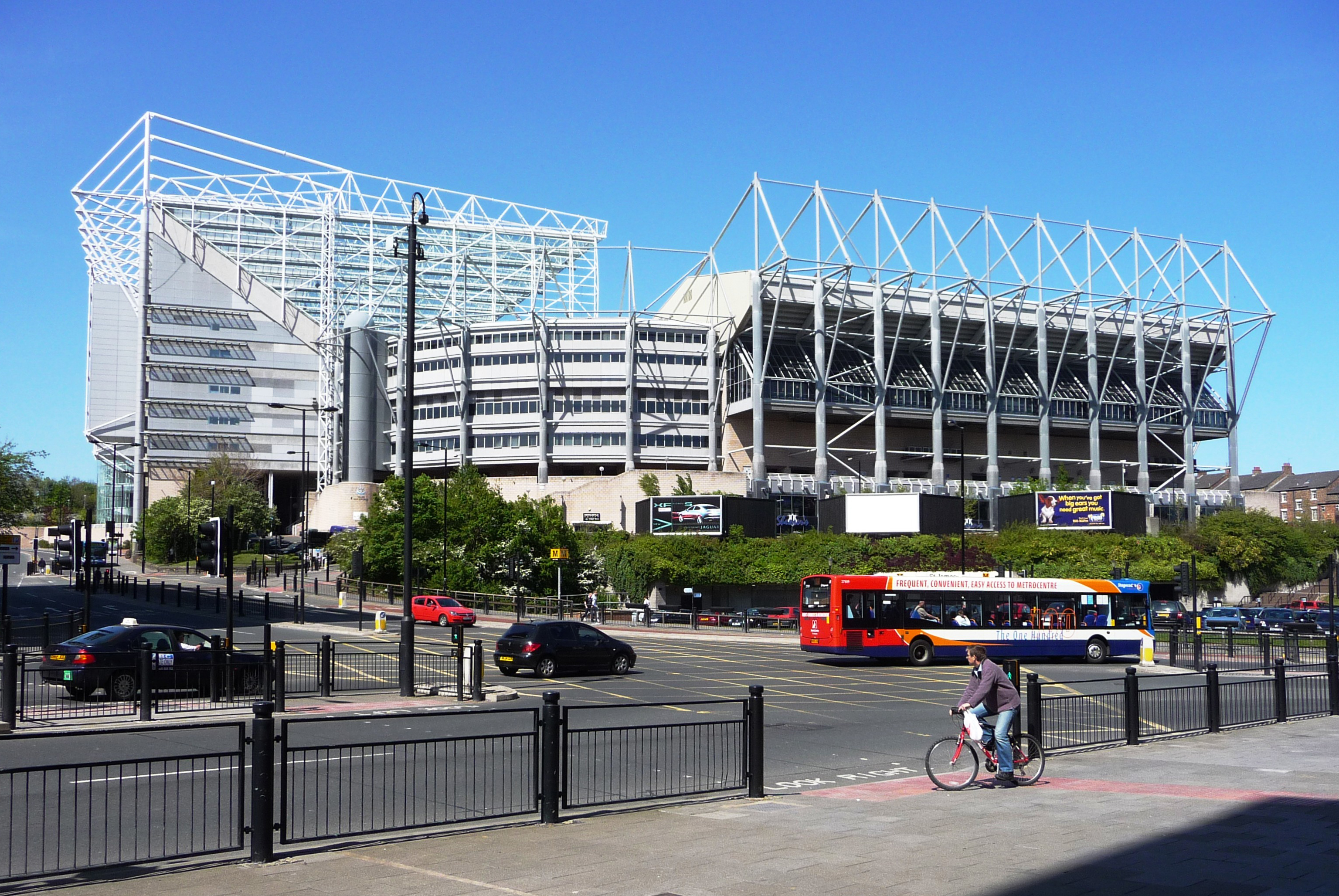
外観3